# Cixius prominens
Cixius prominens är en insektsart som beskrevs av Tsaur 1990. Cixius prominens ingår i släktet Cixius och familjen kilstritar. Inga underarter finns listade i Catalogue of Life.